# Sveriges energiminister
Sveriges energiminister är det statsråd i Sveriges regering som ansvarar för energifrågor. Energifrågorna har historiskt sorterat under olika departement. I Regeringen Kristersson genomfördes förändringar i departementsstrukturen, vilket 1 januari skapade det nya Klimat- och näringslivsdepartementet.

## Historik
Den första person som innehade posten som energiminister var Olof Johansson, när han tillträdde i den nya Fälldin-regeringen hösten 1976.

## Lista över Sveriges energiministrar
| Nr |  | Energiminister                  | Tillträdde        | Avgick            | Varaktighet        | Parti | Parti              | Regering               |
| -- |  | ------------------------------- | ----------------- | ----------------- | ------------------ | ----- | ------------------ | ---------------------- |
| 1  |  | Olof Johansson (född 1937)      | 8 oktober 1976    | 18 oktober 1978   | 2 år och 10 dagar  |       | Centerpartiet      | Fälldin I              |
| 2  |  | Carl Tham (född 1939)           | 18 oktober 1978   | 12 oktober 1979   | 0 år och 359 dagar |       | Folkpartiet        | Ullsten                |
| 3  |  | Carl Axel Petri (1929–2017)     | 6 november 1979   | 22 maj 1981       | 1 år och 197 dagar |       | Partilös           | Fälldin II             |
| 4  |  | Ingemar Eliasson (född 1939)    | 22 maj 1981       | 8 oktober 1982    | 1 år och 139 dagar |       | Folkpartiet        | Fälldin III            |
| 5  |  | Birgitta Dahl (1937–2024)       | 8 oktober 1982    | 12 januari 1990   | 7 år och 96 dagar  |       | Socialdemokraterna | Palme II Carlsson I    |
| 6  |  | Rune Molin (1931–2011)          | 12 januari 1990   | 4 oktober 1991    | 1 år och 265 dagar |       | Socialdemokraterna | Carlsson I Carlsson II |
| 7  |  | Per Westerberg (född 1951)      | 4 oktober 1991    | 7 oktober 1994    | 3 år och 3 dagar   |       | Moderaterna        | Bildt                  |
| 8  |  | Jörgen Andersson (född 1946)    | 7 oktober 1994    | 22 mars 1996      | 1 år och 167 dagar |       | Socialdemokraterna | Carlsson III           |
| 9  |  | Anders Sundström (född 1952)    | 22 mars 1996      | 7 oktober 1998    | 2 år och 199 dagar |       | Socialdemokraterna | Persson                |
| 10 |  | Björn Rosengren (född 1942)     | 7 oktober 1998    | 15 oktober 2002   | 4 år och 8 dagar   |       | Socialdemokraterna | Persson                |
| 11 |  | Leif Pagrotsky (född 1951)      | 21 oktober 2002   | 21 oktober 2004   | 2 år och 0 dagar   |       | Socialdemokraterna | Persson                |
| 12 |  | Mona Sahlin (född 1957)         | 21 oktober 2004   | 6 oktober 2006    | 1 år och 350 dagar |       | Socialdemokraterna | Persson                |
| 13 |  | Maud Olofsson (född 1955)       | 6 oktober 2006    | 29 september 2011 | 4 år och 358 dagar |       | Centerpartiet      | Reinfeldt              |
| 14 |  | Anna-Karin Hatt (född 1972)     | 29 september 2011 | 3 oktober 2014    | 3 år och 4 dagar   |       | Centerpartiet      | Reinfeldt              |
| 15 |  | Ibrahim Baylan (född 1972)      | 3 oktober 2014    | 21 januari 2019   | 4 år och 110 dagar |       | Socialdemokraterna | Löfven I               |
| 16 |  | Anders Ygeman (född 1970)       | 21 januari 2019   | 30 november 2021  | 2 år och 313 dagar |       | Socialdemokraterna | Löfven II Löfven III   |
| 17 |  | Khashayar Farmanbar (född 1976) | 30 november 2021  | 18 oktober 2022   | 0 år och 322 dagar |       | Socialdemokraterna | Andersson              |
| 18 |  | Ebba Busch (född 1987)          | 18 oktober 2022   | Innehar ämbetet   | 2 år och 220 dagar |       | Kristdemokraterna  | Kristersson            |